# Le Spécialiste
Pour plus de détails, voir Fiche technique et Distribution.
Le Spécialiste (Gli specialisti) est un western spaghetti franco-germano-italien réalisé par Sergio Corbucci et sorti en 1969.

## Synopsis
Sur la route qui mène à la ville de Blackstone, un étranger nommé Hud Dixon (Johnny Hallyday), vêtu d'un gilet pare-balles en cotte de mailles, sauve un groupe de personnes dévalisées par les membres du gang d'El Diablo (Mario Adorf), un Mexicain manchot, mi-bandit, mi-révolutionnaire. Parmi les rescapés se trouve un petit groupe de hippies de l'époque, de jeunes petits voleurs (cette séquence n'apparaît pas dans la version britannique du film).
Hud, dit « le Spécialiste », arrive à Blackstone, une ville où son frère Charlie a été accusé à tort d'avoir détourné des dépôts bancaires et lynché. Son but est de trouver le véritable auteur du vol et de récupérer le butin qui a mystérieusement disparu. Dans sa quête des assassins de son frère, il entre en conflit avec les notables de la ville, avec la bande de voyous d'El Diablo ainsi qu'avec les hippies qu'il avait préalablement sauvés.
Après avoir échappé à une embuscade, il tue à mains nues Boot Johnson, un homme soupçonné d'être l'un des assassins de son frère. Avant d'être arrêté, il prend la fuite, mais le shérif Gideon (Gastone Moschin) le rejoint et décide de l'aider dans la recherche de la vérité. Ils reçoivent des informations décisives de la part d'El Diablo, et Hud découvre que la coupable de la mort de son frère et du vol est l'une des citoyennes les plus respectées de la ville, Virginia Pollicut (Françoise Fabian), la propriétaire de la banque, qui essayait de s'emparer de l'argent déposé dans ses coffres en l'échangeant contre de faux billets.
Lorsque El Diablo capture Virginia et tente de s'emparer du butin en tuant le shérif Gideon, Hud affronte le Mexicain et sa bande et, après les avoir achevés, met le feu à l'argent qui a fait couler tant de sang. Blessé, il trouve encore la force de mettre en fuite le groupe de hippies qui ont tenté de s'emparer de Blackstone en profitant de l'absence d'autorité. Il remonte ensuite sur son cheval et s'en va.

## Fiche technique
- Titre français : Le Spécialiste[1]
- Titre original italien : Gli specialisti[2]
- Titre allemand : Fahrt zur Hölle, ihr Halunken[3]
- Réalisation : Sergio Corbucci
- Scénario : Sabatino Ciuffini et Sergio Corbucci
- Photographie : Dario Di Palma
- Montage : Elsa Armanni
- Musique : Angelo Francesco Lavagnino
- Décors : Riccardo Domenici (it)
- Costumes : Enrico Job (it)
- Maquillage : Marcello Di Paolo
- Production : Sergio Corbucci, Luciano Cattania, Paolo Mercuri, Attilio Riccio, Edmond Ténoudji, Rüdiger von Hirschberg
- Sociétés de production : Adelphia Cinematografica, Les Films Marceau, Neue Emelka
- Pays de production :  Italie /  France /  Allemagne de l'Ouest
- Langue originale : italien, français
- Genre : Western spaghetti
- Durée : 104 minutes
- Dates de sortie : 
  - Italie : 26 novembre 1969
  - Allemagne de l'Ouest : 10 avril 1970
  - France : 22 avril 1970[1]

## Distribution
- Johnny Hallyday  (VF : lui-même) : Hud Dixon
- Françoise Fabian  (VF : elle-même) : Virginia Pollywood
- Sylvie Fennec  (VF : elle-même) : Sheba
- Gastone Moschin  (VF : William Sabatier) : le shérif
- Mario Adorf  (VF : Jacques Deschamps) : El Diablo
- Serge Marquand  (VF : lui-même) : Boot Johnson
- Angela Luce  (VF : Paule Emmanuele) : Valencia
- Mario Castellani (VF : René Arrieu) : Woodie
- Andrés José Cruz Soublette : Rosencrantz
- Gino Pernice : le joueur
- Renato Pinciroli (it) (VF : Jean Berton) : Lord, le croque-mort
- Riccardo Domenici (it) (VF : Jean-Henri Chambois) : MacLane
- Christian Belaygue : Buddy
- Riccardo Pizzuti : un complice de Boot
- Franco Castellani (VF : Yves Brainville) : le Juge
- Franco Marletta : l'avocat Jenkins
- Roberto Messina : un complice de Boot
- Lina Franci : la dame dans le saloon
- Antonio Danesi : conducteur de la diligence
- Remo De Angelis : Romero
- Mimmo Poli (it) : le barman
- Puccio Ceccarelli : un homme d'El Diablo

## Production
Sergio Corbucci a d'abord conçu Les Spécialistes pour mettre à l'honneur l'acteur Lee Van Cleef ; la première version du scénario, crédité aux deux hommes, portait le titre de Lo specialiste a mano armata (litt. « Le Spécialiste à main armée »), mais une version ultérieure s'intitule Il ritorno del mercenario (litt. « Le Retour du mercenaire »), créant ainsi un lien entre ce film-ci et le précédent western de Corbucci, El mercenario (1968). Le projet est d'abord abandonné lorsque Corbucci et Van Cleef se brouillent définitivement, mais il est remanié lorsque le producteur français Edmond Ténoudji demande à Corbucci d'écrire et de réaliser un film pour le chanteur Johnny Hallyday ; le film qui en résulte n'utilise qu'une petite partie des idées scénaristiques provenant des ébauches de Corbucci/Van Cleef, comme le port par le héros d'un gilet pare-balles en cotte de mailles.
Le film attribue le scénario à Corbucci et Sabatino Ciuffini, avec qui le réalisateur travaillera plus tard sur Les Gouapes (1971), Far West Story (1972), Mais qu'est-ce que je viens foutre au milieu de cette révolution ? (1972), Di che segno sei? (1975), Pair et Impair (1978) et Un drôle de flic (1980). Pour accommoder les principaux acteurs et assurer la commercialisation du film en France, la plupart des dialogues sont interprétés en français ; Hallyday se rappelle également qu'une grande partie du film est improvisée, les scènes étant écrites au fur et à mesure qu'elles étaient tournées.
Le tournage s'est déroulé entièrement en Italie ; la plupart des extérieurs ont été tournés dans les Préalpes vicentines et les Dolomites. D'autres séquences ont été tournées à la périphérie de Rome : les scènes se déroulant dans le repaire d'El Diablo ont été tournées à Canale Monterano ; l'embuscade de Pollicut au bord de la rivière a été filmée à Mazzano Romano, et le décor des studios Elios, que Corbucci avait déjà utilisé dans plusieurs de ses films, a servi à représenter la ville de Blackstone City. Au début du tournage, le moral des acteurs et de l'équipe était bon, mais des tensions sont apparues entre les membres de l'équipe italienne et française, et Françoise Fabian a contesté auprès de Corbucci son intention d'inclure une scène de viol pour son personnage, ce qui a incité Nori, l'épouse de Corbucci, à défendre la position de son mari. Les scènes de Blackstone ayant été tournées pendant une canicule qui s'était abattue sur Rome, Mario Adorf a failli suffoquer sous son lourd costume.
L'acteur cascadeur italien Riccardo Pizzuti qui joue un complice de Boot (Serge Marquand) dans ce film est connu pour avoir joué dans une vingtaine de films du duo Bud Spencer et Terence Hill,.

## Thèmes
Le Spécialiste est considéré par le critique anglais Howard Hughes comme le dernier volet de la trilogie « fango e sangue » (litt. « boue et sang ») de son réalisateur, précédé par Django (1966) avec Franco Nero et Le Grand Silence (1968) avec Jean-Louis Trintignant.
Comme la plupart des westerns de Corbucci, L’œuvre présente des thèmes et des messages de gauche antiautoritaire ; dans le documentaire Sergio Corbucci: L'uomo che ride, le réalisateur a déclaré qu'il s'agissait d'un « film sur la façon dont les riches sont des oppresseurs ». De façon inhabituelle, le film présente également une position anti-hippie dans le portrait de plusieurs de ses antagonistes ; dans une interview de 1971 avec le magazine français Image et Son, Corbucci déclare :

« L'idée était de montrer que j'étais contre les hippies. Écoutez, à cette époque, l'affaire Manson n'avait pas encore eu lieu... mais il y a trop de problèmes réels dans le monde pour que j'accepte la passivité désintéressée de ces gens. Hier, Jimi Hendrix est mort en se shootant à Londres. Je suis contre la drogue et les hippies. J'ai voulu les dénoncer dans Le Spécialiste... Je suis vraiment violemment contre leur attitude, et je déteste Easy Rider. »

— Sergio Corbucci

## Exploitation
Le Spécialiste a été projeté en Italie le 26 novembre 1969, où il enregistre 923 803 entrées et rapporte 309 936 000 lires italiennes, soit le 17e western spaghetti le plus populaire de l'année, un peu moins populaire que Le Grand Silence, le film précédent de Corbucci, qui avait enregistré un million d'entrées. Le film est sorti en Allemagne de l'Ouest le 10 avril 1970 sous le titre Fahrt zur Hölle, ihr Halunken (litt. « Allez au diable, bande de vauriens ») et en France sous le titre Le Spécialiste (alors que le titre original italien Gli specialisti est au pluriel, désignant non seulement Hallyday mais aussi Gastone Moschin et Mario Adorf) le 22 avril 1970. Le film a été le plus grand succès de Corbucci sur le marché français, enregistrant 1 252 173 entrées en salle et devenant le 30e film le plus populaire du box-office France 1970,. La plupart des différences entre les versions italienne et française du film concernent le dénouement : alors qu'il est mourant, El Diablo ordonne à son biographe Chico de falsifier l'issue de son duel avec Hud dans la première version et lui demande d'écrire la vérité dans la seconde, et les copies italiennes comportent un montage de gros plans de la réaction des habitants de la ville lorsque Hud brûle l'argent volé ; ces plans sont absents des copies françaises.
En Espagne, le film enregistre 218 949 entrées. Au Royaume-Uni, le film est sorti en juin 1973 chez Golden Era Film Distributors dans une version doublée en anglais intitulée Drop Them or I'll Shoot (litt. « Lâche tes armes ou je tire »). Cette version, classée X par le BBFC, dure 92 minutes contre 104 minutes pour les copies européennes non coupées et supprime plusieurs scènes, comme l'intégralité de la séquence pré-générique.
Le Spécialiste a été projeté dans le cadre de la section Cinéma de la Plage lors du Festival de Cannes 2018. Présenté par TF1 et Carlotta Films, le film avait fait l'objet d'une restauration 4K du négatif original de la caméra Technicolor-Techniscope et des bandes magnétiques en français et en italien, réalisée par les laboratoires L'Image Retrouvée, Paris, et L'Immagine Ritrovata, Bologne.

## Postérité
En 1970, une aventure inédite de Hud le spécialiste, mise en chantier par Jijé et son fils Philip, paraît dans les sept numéros de l'éphémère Johnny, le journal de l’âge d’or, hebdomadaire consacré à la BD américaine qu'ont lancé des amis du chanteur. Cette aventure est restée inachevée.